# Fahrhof

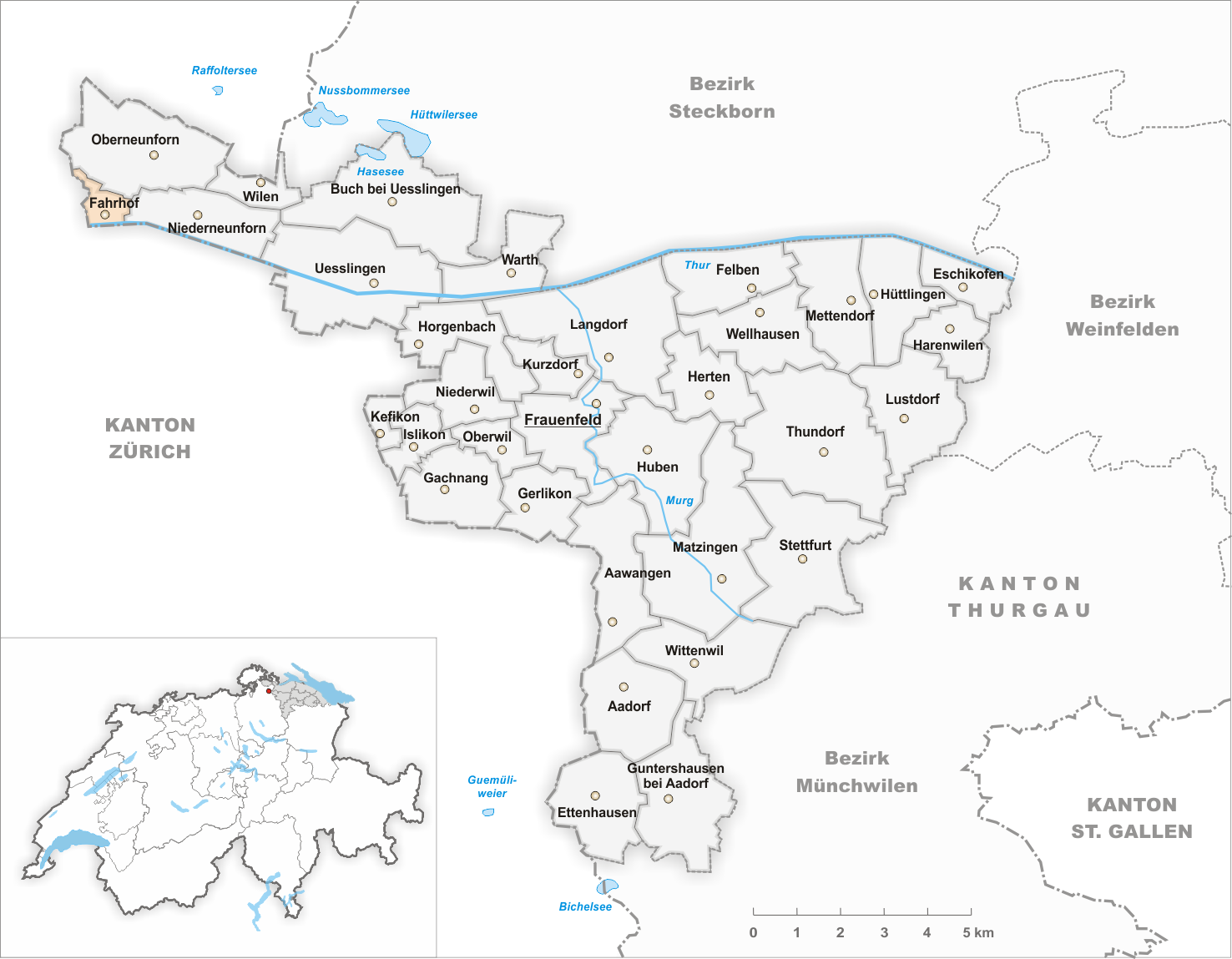
Gemeindestand vor der Fusion im Jahr 1870

Fahrhof ist ein Weiler der Gemeinde Neunforn des Bezirks Frauenfeld des Kantons Thurgau in der Schweiz. Fahrhof liegt zwischen Ossingen und Niederneunforn unweit der Kantonsgrenze Zürich/Thurgau und der Thur.
Der Weiler Fahrhof bildete von 1843 bis 1869 eine selbstständige Ortsgemeinde in der Munizipalgemeinde Neunforn, während er zuvor und danach zur ehemaligen Ortsgemeinde Oberneunforn gehörte, die 1996 in der politischen Gemeinde Neunforn aufging.

## Geschichte
1254 erwarb das Kloster Töss Grundbesitz und Rechte in Fahrhof; dabei wurde die Siedlung erstmals erwähnt als Vare. Vom Spätmittelalter bis 1798 war die Siedlung Teil des Niedergerichts Oberneunforn.
Das seit der Reformation im Jahr 1525 mehrheitlich reformierte Fahrhof gehörte stets zur Pfarrei Neunforn. Bis 1776/79 führte Fahrhof mit dem benachbarten Zürcher Weiler Burghof (Gemeinde Ossingen) eine gemeinsame Schule.
Im 19. Jahrhundert fand der Übergang zur Milch- und Viehwirtschaft sowie zum Obstbau statt. Der im 19. Jahrhundert aufgegebene Rebbau hat in der bis heute bäuerlich geprägten Siedlung wieder an Bedeutung gewonnen.

## Bevölkerung
| Jahr      | 1850  | 1860  | 2000  | 2010  |
| Einwohner | 55    | 61    | 29    | 34    |
| Quelle    | [ 2 ] | [ 2 ] | [ 3 ] | [ 1 ] |

## Sehenswürdigkeiten
Der Weiler Fahrhof ist im Inventar der schützenswerten Ortsbilder der Schweiz, das alte Schulhaus in der Liste der Kulturgüter in Neunforn aufgeführt.

## Bilder

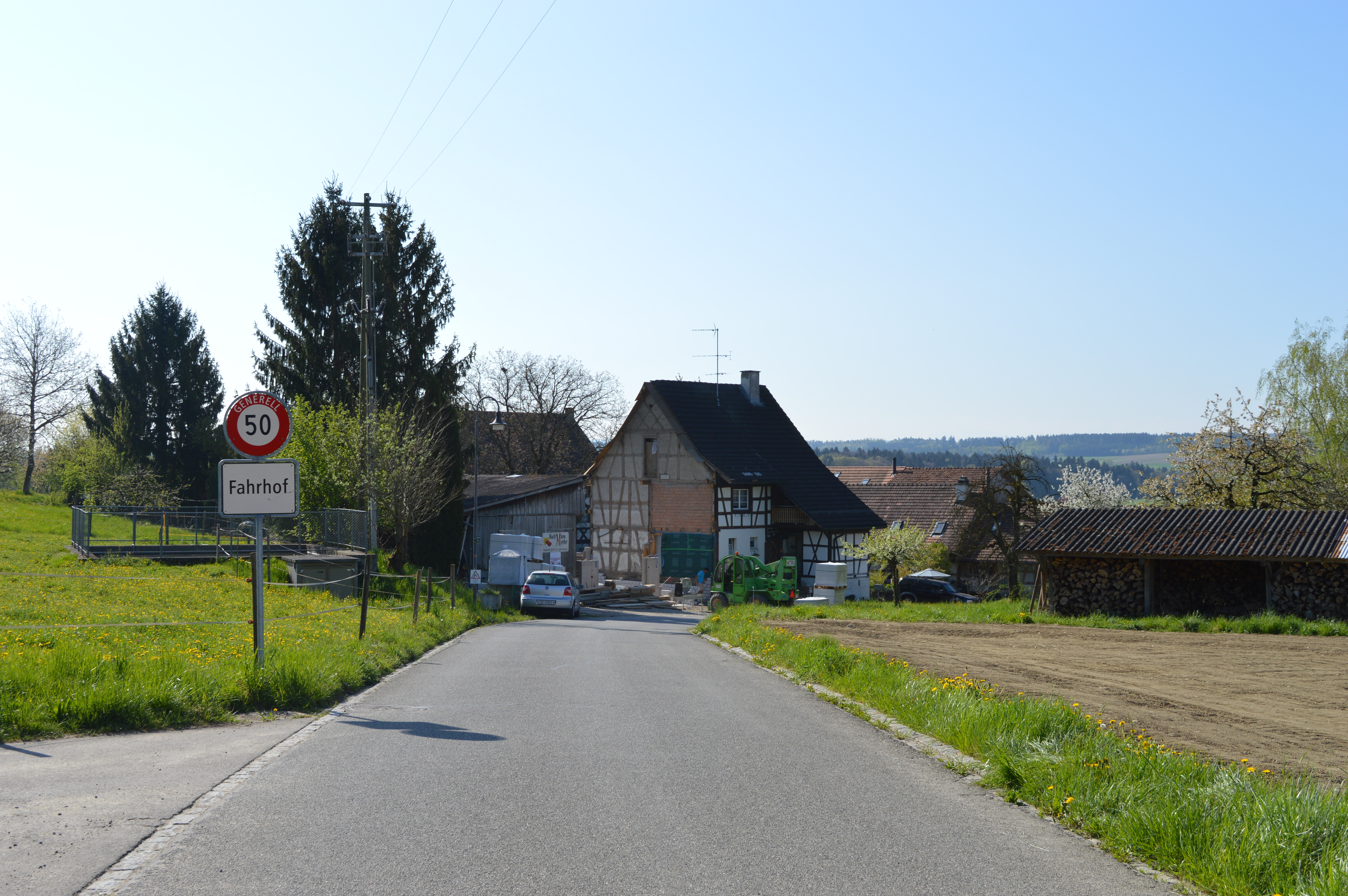
Ortseingang
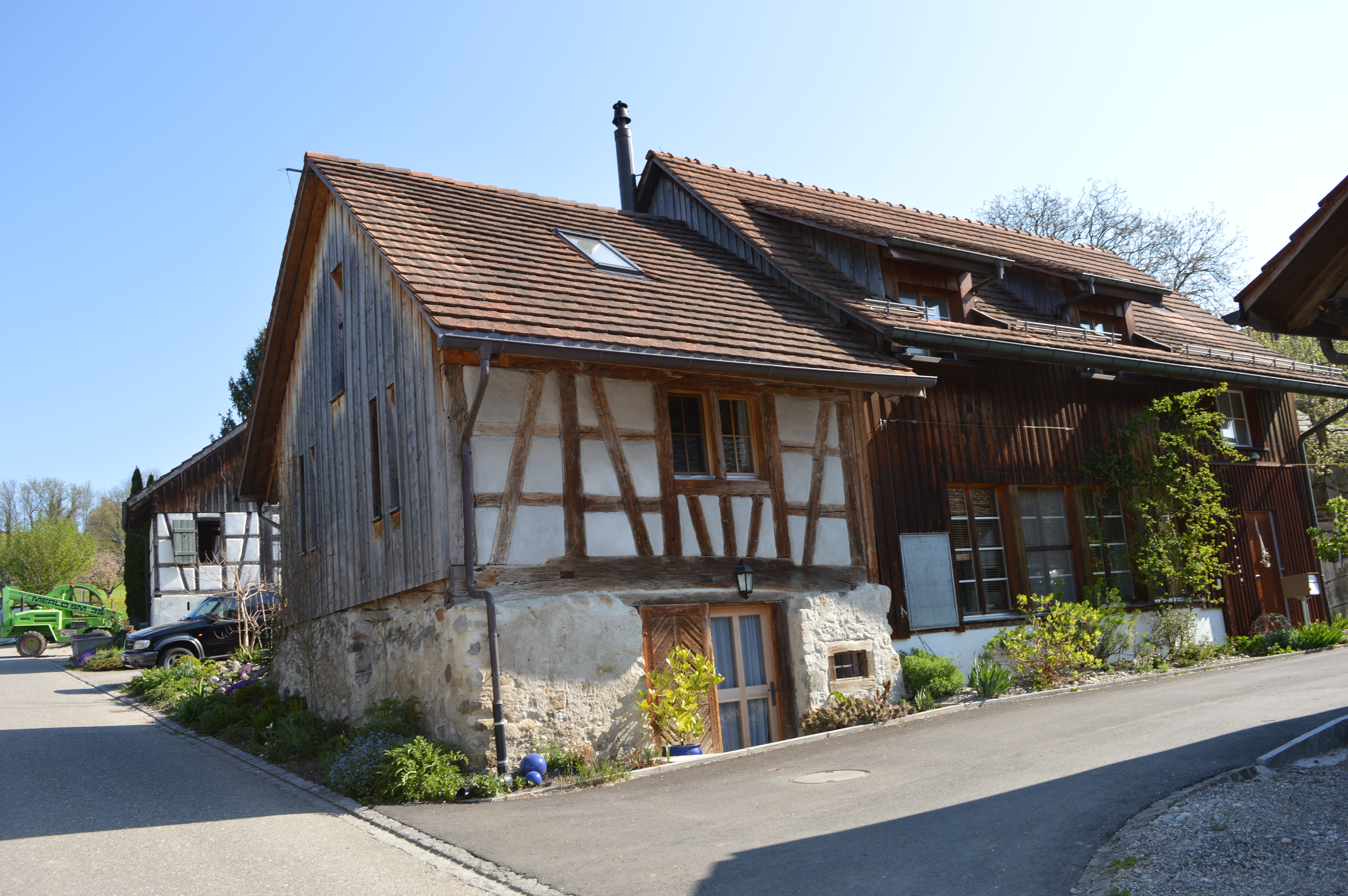
Fahrhof
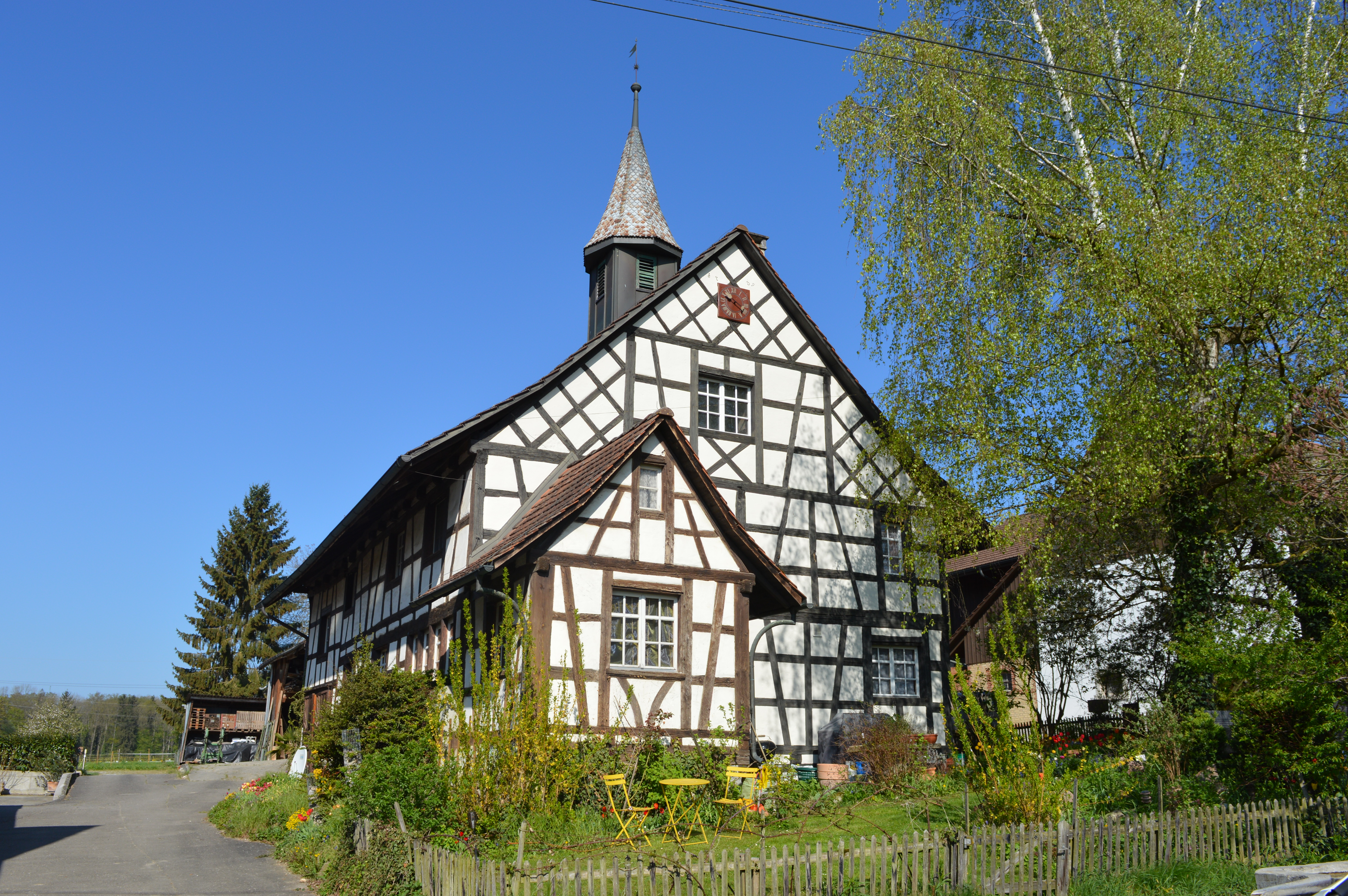
Altes Schulhaus